# Ераклеја
Ераклеја (итал. Eraclea) је насеље у Италији у округу Венеција, региону Венето.
Према процени из 2011. у насељу је живело 4104 становника. Насеље се налази на надморској висини од 2 м.

## Становништво
| 1951.  | 1961.  | 1971.  | 1981.  | 1991.  | 2001.  | 2011.  |
| ------ | ------ | ------ | ------ | ------ | ------ | ------ |
| 12.839 | 10.459 | 10.748 | 11.448 | 11.841 | 12.460 | 12.689 |